# Serieåret 1906

## Händelser

### November
- 28 - I Sverige begår tecknaren Oskar Andersson självmord 28 november genom att skjuta sig själv, till följd av en depression. Detta medför bland annat att hans serie Mannen som gör vad som faller honom in upphör att skapas.

## Födda
- 4 mars - Phil Davis (död 1964), amerikansk serietecknare, känd för serien Mandrake.
- 30 mars - Kurt Caesar (död 1974), italiensk serietecknare.
- 11 april - Dalia "Dale" Messick (död 2005), amerikansk serieskapare, den första kvinnliga tecknaren som syndikerades i USA, mest känd för Brenda Starr.
- 13 oktober - Joseph Samachson (död 1980), amerikanske biokemist och författare, skrev manus för bland annat Batman åt DC Comics.
- 20 oktober - Crockett Johnson (död 1975), amerikansk serietecknare, känd för serien Barnaby.

## Avlidna
- 28 november - Oskar Andersson, svensk serietecknare, självmord (född 1877).